# Ophiopsila abscissa
Ophiopsila abscissa is een slangster uit de familie Ophiocomidae.
De wetenschappelijke naam van de soort werd in 1982 gepubliceerd door Yulin Liao.